# Escoubès-Pouts
Escoubès-Pouts – miejscowość i gmina we Francji, w regionie Oksytania, w departamencie Pireneje Wysokie.
Według danych na rok 1990 gminę zamieszkiwało 68 osób, a gęstość zaludnienia wynosiła 25 osób/km² (wśród 3020 gmin regionu Midi-Pireneje Escoubès-Pouts plasuje się na 995. miejscu pod względem liczby ludności, natomiast pod względem powierzchni na miejscu 1667.).